# Joan Mas Cantí
Joan Mas i Cantí (Barcelona, 1929) es un economista y empresario español. Fue presidente del Círculo de Economía de Barcelona entre 1972 y 1975.

## Trayectoria
De familia de empresarios, estudió peritaje en la Escuela Industrial de Barcelona. En 1951 fundó el club "Comodín" con Carlos Ferrer Salat, que en 1959 se transformaría en Círculo de Economía, junto con Carlos Güell de Sentmenat y Jaume Vicens i Vives, con voluntad democrática y europeísta. De esta entidad fue vicepresidente en los períodos 1959-1972 y 1979-1984, presidente entre 1972 y 1975, y vocal entre 1975-1979 y 1984-1987.
Durante finales de los años sesenta colaboró en el Diario de Barcelona  y en la Escola Aula, fundada por Pere Ribera Ferran. El 17 de noviembre de 1974 participó en la fundación de Convergencia Democrática de Cataluña en el monasterio de Montserrat También fue uno de los fundadores del Centro Catalán, con el cual intentó pactar con la Unión de Centro Democrático (UCD) de cara a las elecciones de 1977 y es miembro de la Sociedad Catalana de Economía. Fue secretario de la directiva del Fútbol Club Barcelona durante la presidencia de Agustí Montal Costa. En 1983 recibió la Cruz de Sant Jordi y la Gran Cruz de la Orden del Mérito Civil.